# Robert Frederick Blum

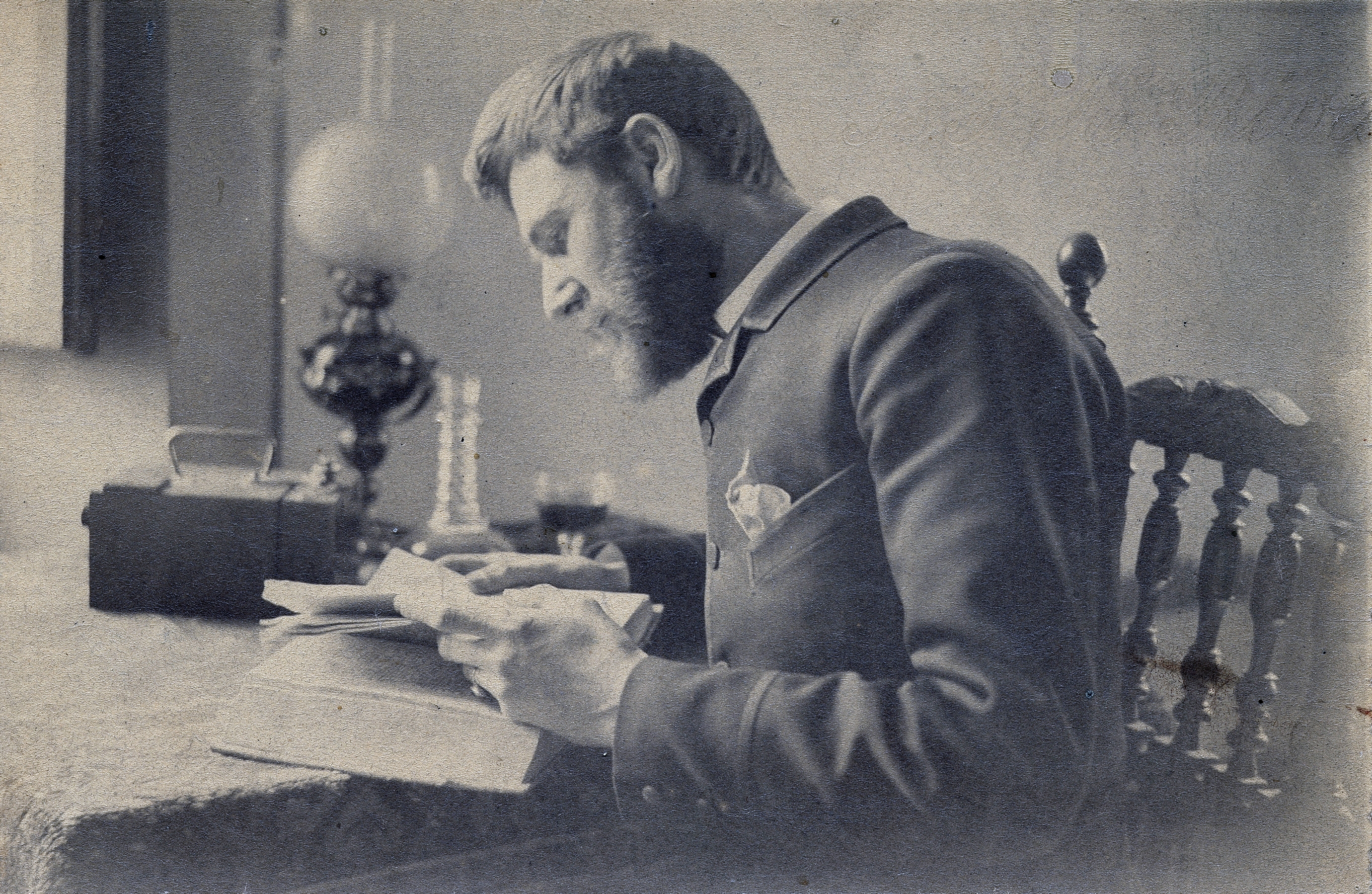
Robert Frederick Blum im Jahr 1875

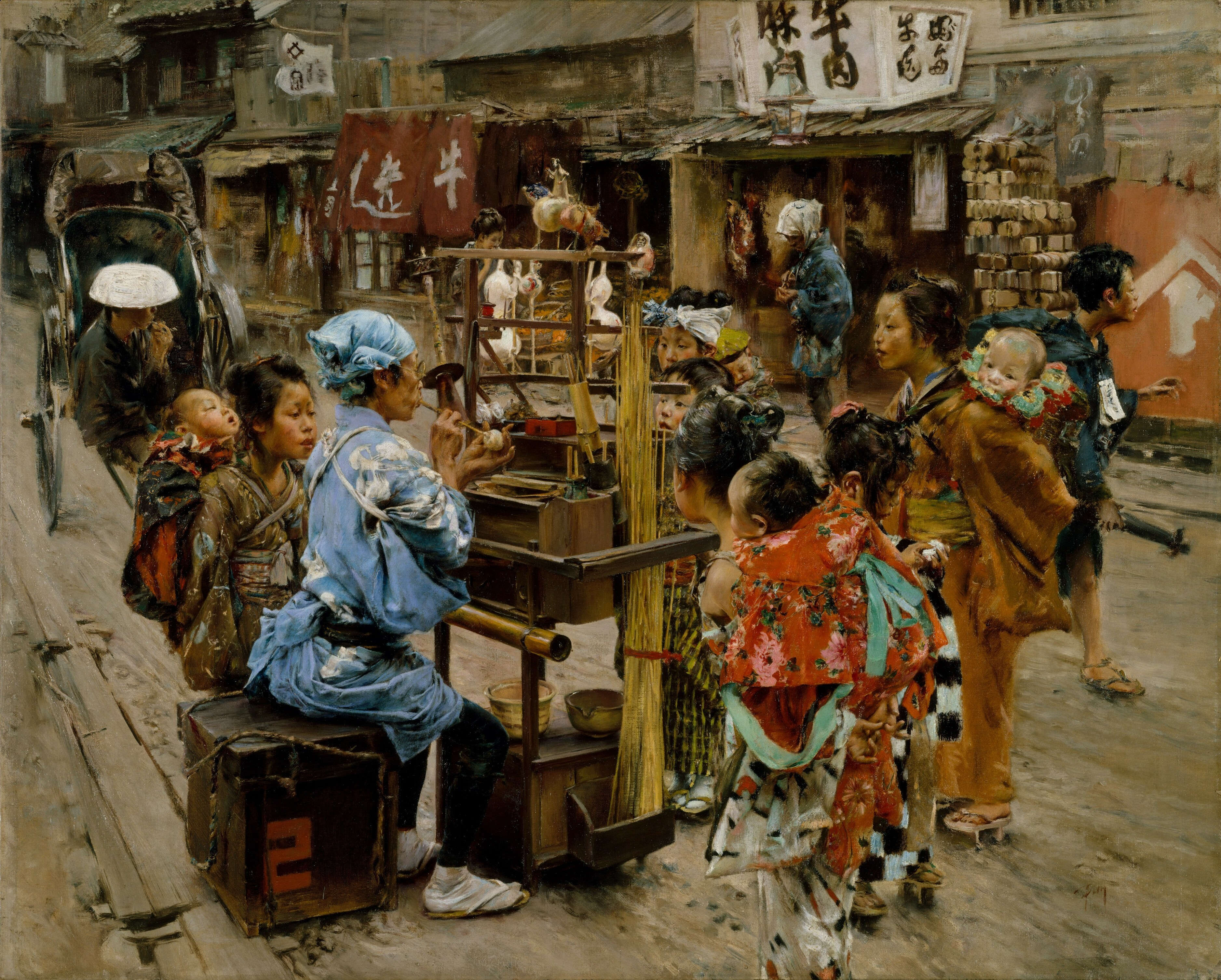
The Ameya, 1893 (etwa: Tangren, auch Amezaiku)

Robert Frederick Blum (* 9. Juli 1857 in Cincinnati; † 8. Juni 1903 in New York) war ein US-amerikanischer Maler und Illustrator. 
Blum, Sohn von Mary und Frederick Blum, eines deutschstämmigen Zigarrenfabrikanten in Cincinnati, wuchs wie seine Freunde John Henry Twachtman und William Jacob Baer im von deutschen Einwanderern geprägten Stadtteil Over-the-Rhine auf. In seiner Vaterstadt erlernte er ab 1873 bei Gibson & Co den Beruf eines Lithografen. Daneben besuchte er in der McMicken School of Design (heute Art Academy of Cincinnati) Abendkurse. Im Herbst 1874 wurde Blum Schüler von Frank Duveneck. Darauf studierte er an der Pennsylvania Academy of the Fine Arts bei Christian Schussele Malerei und Grafik. 1879 illustrierte er in New York Druckerzeugnisse für den Scribner-Verlag. 1880 ging Blum nach Venedig und arbeitete dort zusammen mit seinem Freund William Merritt Chase. In Venedig zeichnete und aquarellierte Blum überaus fleißig. James McNeill Whistler, den er dort kennenlernte, weihte ihn in den Japonismus sowie in die Pastellmalerei ein. 1882 bereiste Blum Toledo und Madrid sowie 1884 die Niederlande. Von den Europäern begeisterten ihn zum Beispiel der Katalane Marià Fortuny und der Italiener Giovanni Boldini.
1890 bis 1892 hielt Blum sich in Japan auf. 1891 illustrierte er Sir Edwin Arnolds (1832–1904) Werk Japonica. Blums Arbeiten aus jener ostasiatischen Periode machten ihn in New Yorker Magazinen bekannt.
Für sein Bild The Venetian Beadstringers wurde Blum Assoziiertes Mitglied der New Yorker National Academy. 1893 wurde er für sein Ölbild The Ameya zum jüngsten Mitglied der Akademie gewählt. 1898 wurde er in die American Academy of Arts and Letters gewählt.
1895 schuf Blum im Auftrage seines Mäzens Alfred Corning Clark (1844–1896) das Gemälde Moods to Music für das New Yorker Konzerthaus Mendelssohn Glee Club.
Blum starb an einer Lungenentzündung. 